# Президент М'янми
Президент М'янми — голова держави М'янма з моменту проголошення її незалежності в 1948 році. 

## Історія
Згідно першої конституції незалежної М'янми від 1948 р. вона стала республікою Бірманський Союз. Президент Бірманського Союзу обирався в парламенті і мав лише обмежені представницькі повноваження, більшість влади була у прем'єр-міністра Бірми. Але після військового перевороту 1962 р. в країні надовго встановилася диктатура військових (до 2011 р.), за винятком періоду революційних заворушень 1988 року, коли влада військових захиталась. Військові диктатори М'янми були одночасно і президентами держави і зосереджували у своїх руках всю владу. Лише після демократичних перетворень в країні 2008—2011 років була відновлена офіційна посада президента М'янми, якого почали обирати на всенародних виборах.

## Бірманський Союз
- 4.1.1948 — 16.3.1952 — Сао Шве Тайк
- 16.3.1952 — 13.3.1957 — Ба У
- 13.3.1957 — 2.3.1962 — Він Маунг

## Соціалістична Республіка Бірманський Союз
- 2.3.1962 — 9.11.1981 — У Не Він
- 9.11.1981 — 27.7.1988 — Сан Ю
- 27.7 — 12.8.1988 — Сейн Лвін
- 12 — 19.8.1988 — Е Ко (в.о.)
- 19.8 — 18.9.1988 — Маунг Маунг

## Союз М'янми
- 18.9.1988 — 23.4.1992 — Со Маунг
- 23.4.1992 — 30.3.2011 — Тан Шве

## Республіка Союз М'янми
| № | Фото                                                                | Ім'я Роки життя             | Роки правління  | Роки правління  | Роки правління | Політична партія                     |
| № | Фото                                                                | Ім'я Роки життя             | Початок         | Кінець          | Дні            | Політична партія                     |
| - | ------------------------------------------------------------------- | --------------------------- | --------------- | --------------- | -------------- | ------------------------------------ |
| 1 |                                                                     | Тейн Сейн (народ. 1945)     | 30 березня 2011 | 30 березня 2016 | 1827           | Партія солідарності і розвитку Союзу |
| 1 | Перший президент Республіки Союзу М'янми                            | Тейн Сейн (народ. 1945)     |                 |                 |                |                                      |
| 2 |                                                                     | Тхін Чжо (народ. 1946)      | 30 березня 2016 | 21 березня 2018 | 721            | Національна ліга за демократію       |
| 2 | Перший цивільний президент                                          | Тхін Чжо (народ. 1946)      |                 |                 |                |                                      |
| — |                                                                     | М'їн Шве (народ. 1951)      | 21 березня 2018 | 30 березня 2018 | 8              | Партія солідарності і розвитку Союзу |
| — | Виконуючий обов'язки                                                | М'їн Шве (народ. 1951)      |                 |                 |                |                                      |
| 3 |                                                                     | Він М'їн (народ. 1951)      | 30 березня 2018 | 1 лютого 2021   | 1040           | Національна ліга за демократію       |
| 3 | Другий цивільний президент                                          | Він М'їн (народ. 1951)      |                 |                 |                |                                      |
| — |                                                                     | М'їн Шве (1951—2025)        | 1 лютого 2021   | 22 липня 2024   | 1267           | Партія солідарності і розвитку Союзу |
| — | Тимчасовий, призначений хунтою після перевороту                     | М'їн Шве (1951—2025)        |                 |                 |                |                                      |
| — |                                                                     | Мін Аун Хлайн (народ. 1956) | 22 липня 2024   | діючий          | 381            | Партія солідарності і розвитку Союзу |
| — | Тимчасовий, змінив М'їн Шве, який залишив посаду за станом здоров'я | Мін Аун Хлайн (народ. 1956) |                 |                 |                |                                      |
| — |                                                                     | Дува Лаши Ла (народ. 1950)  | 16 квітня 2021  | діючий          | 1574           | Беспартійний                         |
| — | Тимчасовий, призначений ПКАС після перевороту                       | Дува Лаши Ла (народ. 1950)  |                 |                 |                |                                      |